# Conus erythraeensis dillwynii
Conus erythraeensis dillwynii is een ondersoort van de zeeslakkensoort Conus erythraeensis, uit het geslacht Conus. De slak behoort tot de familie Conidae. Conus erythraeensis dillwynii werd in 1849 beschreven door Reeve. Net zoals alle soorten binnen het geslacht Conus zijn deze slakken roofzuchtig en giftig. Zij bezitten een harpoenachtige structuur waarmee ze hun prooi kunnen steken en verlammen.